# Oberdachstetten
Oberdachstetten è un comune tedesco di 1 706 abitanti, situato nel land della Baviera.
Nel suo territorio vi sono le sorgenti del fiume tedesco Rezat Francone.